# Copa de Naciones de la CFU 1979
La Copa de Naciones de la CFU 1979 fue la segunda edición de este torneo de fútbol a nivel de selecciones nacionales organizado por la Unión Caribeña de Fútbol y que contó con la participación de 12 selecciones nacionales del Caribe, incluyendo por primera vez a Cuba, San Vicente y las Granadinas, Granada, Dominica y San Cristóbal y Nieves.
Haití fue el ganador de la cuadrangular final en Paramaribo, Surinam para ganar el título por primera vez, mientras que Surinam, campeón de la edición anterior, fue el tercer lugar de la cuadrangular.

## Primera Fase
| Equipo 1  | Agr.  | Equipo 2               | Ida | Vuelta |
| --------- | ----- | ---------------------- | --- | ------ |
| Jamaica   | 4-2   | San Cristóbal y Nieves | 2-1 | 2-1    |
| Martinica | 1-0   | Guadalupe              | 0-0 | 1-0    |
| Granada   | 1-3   | Trinidad y Tobago      | 0-1 | 1-2    |
| Haití     | 3-1   | Antigua y Barbuda      | 2-1 | 1-0    |
| Cuba      | w.o.1 | Dominica               | -   | -      |

1- Dominica abandonó el torneo debido al movimiento industrial que ocurría en el país.

## Segunda Fase
| Equipo 1          | Agr.  | Equipo 2                     | Ida | Vuelta |
| ----------------- | ----- | ---------------------------- | --- | ------ |
| Haití             | 7-0   | Jamaica                      | 3-0 | 4-0    |
| Martinica         | 2-3   | San Vicente y las Granadinas | 2-2 | 0-1    |
| Trinidad y Tobago | w.o.1 | Cuba                         | -   | -      |

1- Cuba abandonó el torneo.

## Fase Final
| Equipo 1                     | Resultado | Equipo 2                     |
| ---------------------------- | --------- | ---------------------------- |
| Trinidad y Tobago            | 0-1       | Haití                        |
| Surinam                      | 2-3       | San Vicente y las Granadinas |
| San Vicente y las Granadinas | 1-2       | Haití                        |
| Surinam                      | 3-0       | Trinidad y Tobago            |
| Trinidad y Tobago            | 1-2       | San Vicente y las Granadinas |
| Haití                        | 1-0       | Surinam                      |

### Quadrangular Final
| Nación                       | J | G | E | P | GF | GC | GD | Pts. |
| ---------------------------- | - | - | - | - | -- | -- | -- | ---- |
| Haití                        | 3 | 3 | 0 | 0 | 4  | 1  | +3 | 9    |
| San Vicente y las Granadinas | 3 | 2 | 0 | 1 | 6  | 5  | +1 | 4    |
| Surinam                      | 3 | 1 | 0 | 2 | 5  | 4  | +1 | 2    |
| Trinidad y Tobago            | 3 | 0 | 0 | 3 | 1  | 6  | –5 | 0    |

## Campeón
| Copa de Naciones de la CFU 1979 |
| ------------------------------- |
|                                 |
| Haití 1º Título                 |